# Rob Lowe
Robert Hepler Lowe (Charlottesville, 1964. március 17. –) amerikai színész, producer, rendező és podcaster.

## Élete
Lowe a virginiai Charlottesville-ben született Barbara (születési nevén Hepler) tanárnő és Charles "Chuck" Davis Lowe ügyvéd gyermekeként. Szülei elváltak, amikor Rob és öccse, Chad Lowe még fiatalok voltak. Lowe-t az episzkopális egyházban keresztelték meg. Német, angol, ír, skót és walesi felmenőkkel rendelkezik. A Who Do You Think You Are? című műsorban Lowe megtudta, hogy egyik felmenője, Christopher East hesseni katona volt. Őse Johann Gottlieb Rall ezredes parancsnoksága alatt harcolt, és 1776. december 26-án reggel fogságba esett a New Jersey állambeli Trentonnál aratott amerikai győzelem során. Amerikai hadifogolyként felmenője választhatott, és azt a lehetőséget választotta, hogy az Egyesült Államokban maradjon.

## Magánélete
Lowe 1991 óta él házasságban Sheryl Berkoff sminkművésszel. 1983-ban egy vakrandin találkoztak, majd Lowe Halálos barátság című filmjének forgatásán ismerték meg egymást. A házaspárnak két fia van: Matthew Edward Lowe (sz. 1993) és John Owen Lowe (sz. 1995).
1988-ban az akkor 24 éves Lowe szexuális botrányba keveredett egy videófelvétel miatt, amelyen két nővel szexelt: Tara Sieberttel, aki akkor 22 éves volt, és fiatalabb barátnőjével, Lena Jan Parsons-szal, aki akkor 16 éves volt. Ők hárman a Club Rióban, egy atlantai éjszakai klubban találkoztak. Mivel a beleegyezési korhatár Georgia államban akkoriban 14 év volt (egészen 1995-ig, amikor 16 évre emelték), mindketten nagykorúak voltak ahhoz, hogy szexuális tevékenységet folytassanak, bár 18 év volt a törvényes korhatár egy ilyen felvételen való részvételhez. Lowe akkoriban Michael Dukakis mellett kampányolt. Végül a karrierje fellendült, és Lowe kigúnyolta saját viselkedését a botrány utáni két fellépésén a Saturday Night Live házigazdájaként.
Lowe tinédzserként elkezdett intenzíven inni. Korai hírneve lehetővé tette számára, hogy nehéz, bulizós életmódot folytasson, amiről a bulvársajtó is sokat írt. 1990-ben, két évvel a szexvideó-botrány után Lowe úgy döntött, hogy leszokik az ivásról, és egy széleskörű alkoholrehabilitációs programon vesz részt. Azóta is megőrizte a józanságát, és azt mondta, hogy ez volt élete legjobb döntése.

## Filantrópia
Lowe volt az első férfi szóvivője a 2000-es Lee National Denim Day nevű adománygyűjtésnek, amely a mellrák kutatására és oktatására gyűjt pénzt. Nagyanyja és dédnagyanyja is mellrákban szenvedett, édesanyja pedig 2003 végén halt bele a betegségbe.
Lowe alapítója a Homeowner's Defense Fundnak, egy Santa Barbara megyei nonprofit, pártoktól független szervezetnek, amely a területhasználati tervek helyi ellenőrzése és a kormány átláthatósága mellett foglal állást. Santa Barbarában 2006 elején a családi házak átlagára 1 100 000 USD volt, ami egyeseket arra ösztönzött, hogy sűrűbb lakhatást javasoljanak a meglévő telkeken. Miközben Lowe a lakássűrűség növelését támogatta, a kaliforniai Montecito egyik üres telkén egy 14 260 négyzetméteres (1325 m2) kastélyt akart építeni magának.

## Filmográfia

### Filmek
| Év   | Magyar cím                                   | Eredeti cím                                 | Szerep                        | Magyar hang                                              |
| ---- | -------------------------------------------- | ------------------------------------------- | ----------------------------- | -------------------------------------------------------- |
| 1994 | A kívülállók                                 | The Outsiders                               | Sodapop Curtis                | Szalay Csongor                                           |
| 1994 | Én és a te anyád                             | Class                                       | Franklin 'Skip' Burroughs IV  | Szokol Péter                                             |
| 1984 |                                              | The Hotel New Hampshire                     | John Berry                    |                                                          |
| 1984 |                                              | Oxford Blues                                | Nick De Angelo                |                                                          |
| 1985 | Szent Elmo tüze                              | St. Elmo's Fire                             | Billy Hicks                   | Rajkai Zoltán                                            |
| 1986 | Friss vér                                    | Youngblood                                  | Dean Youngblood               | Szokol Péter                                             |
| 1986 | Mi történt az éjjel?                         | About Last Night                            | Danny Martin                  | Zalán János                                              |
| 1987 |                                              | Square Dance                                | Rory Torrance                 |                                                          |
| 1988 | Álarc mögött                                 | Masquerade                                  | Tim Whalen                    | Háda János                                               |
| 1988 | A szerelem jogán                             | Illegally Yours                             | Richard Dice                  |                                                          |
| 1990 | Halálos barátság                             | Bad Influence                               | Alex                          | Rékasi Károly (1. szinkron) Tokaji Csaba (2. szinkron)   |
| 1991 |                                              | The Dark Backward                           | Dirk Delta                    |                                                          |
| 1992 | Wayne világa                                 | Wayne's World                               | Benjamin Kane                 | Kautzky Armand                                           |
| 1992 | Öböl akció                                   | The Finest Hour                             | Lawrence Hammer               | Forgács Péter (1. szinkron) Czvetkó Sándor (2. szinkron) |
| 1994 | Frank és Jesse                               | Frank and Jesse                             | Jesse James                   | Epres Attila                                             |
| 1995 | Tommy Boy                                    | Tommy Boy                                   | Paul Barish                   | Görög László                                             |
| 1996 | Első fokon                                   | First Degree                                | Rick Mallory                  |                                                          |
| 1996 | Mulholland – Gyilkos negyed                  | Mulholland Falls                            | Gengszter                     | R. Kárpáti Péter                                         |
| 1997 | Szőr Austin Powers: Őfelsége titkolt ügynöke | Austin Powers: International Man of Mystery | Lefejezett bérgyilkos barátja | Vári Attila                                              |
| 1997 | Életveszélyben                               | Living in Peril                             | Walter Woods                  | Hanyecz Róbert                                           |
| 1997 | Kapcsolat                                    | Contact                                     | Richard Rank                  | Mikula Sándor                                            |
| 1997 |                                              | Hostile Intent                              | Cleary                        |                                                          |
| 1998 | Pokoli pasi                                  | One Hell of a Guy                           | Nick                          | Lux Ádám                                                 |
| 1998 |                                              | 'For Hire                                   | Mitch Lawrence                |                                                          |
| 1998 | Crazy Six – Gengszterek háborúja             | Crazy Six                                   | Billie                        |                                                          |
| 1999 | Üvöltő csend                                 | Dead Silent                                 | Kevin Finney                  | Bozsó Péter                                              |
| 1999 | KicsiKÉM – Austin Powers 2.                  | Austin Powers: The Spy Who Shagged Me       | Fiatal Második                | Kárpáti Levente                                          |
| 2000 | A víz fogságában                             | Under Pressure                              | John Spencer                  |                                                          |
| 2000 | Elbaltázott szuperhősök                      | The Specials                                | Tony                          |                                                          |
| 2001 | A törvényen túl                              | Proximity                                   | William Conroy                | Viczián Ottó                                             |
| 2002 | Austin Powers – Aranyszerszám                | Austin Powers in Goldmember                 | Középkorú Második             |                                                          |
| 2003 | Flört a fellegekben                          | View from the Top                           | Steve Bench                   | Seder Gábor                                              |
| 2005 | Köszönjük, hogy rágyújtott!                  | Thank You for Smoking                       | Jeff Megall                   | Papp Dániel                                              |
| 2009 |                                              | Majesty                                     | önmaga                        |                                                          |
| 2009 | Lódító hódító                                | The Invention of Lying                      | Brad Kessler                  | Epres Attila                                             |
| 2011 |                                              | I Melt with You                             | Jonathan                      |                                                          |
| 2011 |                                              | Breakaway                                   | Dan Winters                   |                                                          |
| 2012 | Késpárbaj                                    | Knife Fight                                 | Paul Turner                   | Rajkai Zoltán                                            |
| 2013 | Túl a csillogáson                            | Behind the Candelabra                       | Jack Startz                   |                                                          |
| 2014 | Szexvideó                                    | Sex Tape                                    | Hank Rosenbaum                | Görög László                                             |
| 2014 | Az interjú                                   | The Interview                               | önmaga                        |                                                          |
| 2016 | Monster Trucks – Szörnyverdák                | Monster Trucks                              | Reece Tenneson                | Rajkai Zoltán                                            |
| 2016 |                                              | Pocket Listing                              | Frank Hunter                  |                                                          |
| 2017 | Hogyan legyél latin szerető                  | How to Be a Latin Lover                     | Rick                          | Kárpáti Levente                                          |
| 2017 | Münó, a holdbéli manó                        | Mune: Guardian of the Moon                  | Szolár (hang)                 | Szabó Győző                                              |
| 2018 | Baromi őrjárat 2.                            | Super Troopers 2                            | Guy LeFranc                   | Rajkai Zoltán                                            |
| 2019 | Karácsony a vadonban                         | Holiday in the Wild                         | Derek Holliston               | Rékasi Károly                                            |
| 2020 |                                              | Madness in the Hills                        | önmaga                        |                                                          |
| 2023 | Az elveszett kutya                           | Dog Gone                                    | John Marshall                 | Kárpáti Levente                                          |

### Televíziós szerepek
| Év              | Magyar cím                                       | Eredeti cím                                     | Szerep                             | Megjegyzések                                                                      |
| --------------- | ------------------------------------------------ | ----------------------------------------------- | ---------------------------------- | --------------------------------------------------------------------------------- |
| 1979–1980       |                                                  | A New Kind of Family                            | Tony Flannagan                     | 11 epizód                                                                         |
| 1980, 1981      |                                                  | ABC Afterschool Special                         | Charles Elderberry / Jeff Bartlett | 1 epizód                                                                          |
| 1983            |                                                  | Thursday's Child                                | Sam Alden                          | tévéfilm                                                                          |
| 1990            | HamuCipőke                                       | If the Shoe Fits                                | Francesco Salvatore                | tévéfilm                                                                          |
| 1999–2000       |                                                  | Saturday Night Live                             | önmaga                             | műsorvezető                                                                       |
| 1993            |                                                  | Great Performances                              | Cukrowicz doktor                   | 1 epizód                                                                          |
| 1994            | Végítélet                                        | The Stand                                       | Nick Andros                        | 4 epizód                                                                          |
| 1995            |                                                  | The Larry Sanders Show                          | önmaga                             | 1 epizód                                                                          |
| 1996            | Veszélyes terepen                                | On Dangerous Ground                             | Sean Dillon                        | tévéfilm                                                                          |
| 1997            |                                                  | Midnight Man                                    | Sean Dillon                        | tévéfilm                                                                          |
| 1998            |                                                  | Outrage                                         | Tom Casey                          | tévéfilm                                                                          |
| 1998            |                                                  | Stories from My Childhood                       | Ivan (hang)                        | 1 epizód                                                                          |
| 1999            | Atomvonat                                        | Atomic Train                                    | John Seger                         | 2 epizód magyar hangja Németh Gábor                                               |
| 1999            |                                                  | Winding Roads                                   | Bulizó                             | tévéfilm                                                                          |
| 1999–2003, 2006 | Az elnök emberei                                 | The West Wing                                   | Sam Seaborn                        | főszereplő magyar hangja Selmeczi Roland                                          |
| 2001            | Jane Doe                                         | Jane Doe                                        | David Doe                          | tévéfilm magyar hangja Juhász György                                              |
| 2002            | Túl nagy fogás                                   | Framed                                          | Mike Santini                       | tévéfilm                                                                          |
| 2002            | A karácsonyi cipő                                | The Christmas Shoes                             | Robert Layton                      | tévéfilm magyar hangja Kárpáti Levente                                            |
| 2003            |                                                  | The Lyon's Den                                  | Jack Turner                        | 13 epizód                                                                         |
| 2004            | Dr. Vegas – A szerencsedoki                      | Dr. Vegas                                       | Billy Grant                        | 10 epizód magyar hangja Balázs Zoltán                                             |
| 2004            | Borzalmak városa                                 | Salem's Lot                                     | Ben Mears                          | 2 epizód magyar hangja Rajkai Zoltán (1. szinkron) Varga Gábor (2. szinkron)      |
| 2004            |                                                  | Perfect Strangers                               | Lloyd Rockwell                     | tévéfilm                                                                          |
| 2005            |                                                  | The Christmas Blessing                          | Robert Layton                      | tévéfilm                                                                          |
| 2005            |                                                  | Beach Girls                                     | Jack Kilvert                       | 6 epizód                                                                          |
| 2006            | Tökéletes nap                                    | A Perfect Day                                   | Rob Harlan                         | tévéfilm magyar hangja Széles Tamás                                               |
| 2006–2010       | Testvérek                                        | Brothers & Sisters                              | Robert McCallister                 | főszereplő magyar hangja Juhász György (1. szinkron) Czvetkó Sándor (2. szinkron) |
| 2007            | Hetedik érzék – Harc a démonokkal                | Stir of Echoes: The Homecoming                  | Ted Cogan                          | tévéfilm magyar hangja Juhász György                                              |
| 2007, 2009      | Family Guy                                       | Family Guy                                      | Stanford Cordray / önmaga (hang)   | 2 epizód                                                                          |
| 2009            | Túl késő elköszönni                              | Too Late to Say Goodbye                         | Bart Corbin                        | tévéfilm                                                                          |
| 2010–2015, 2020 | Városfejlesztési osztály                         | Parks and Recreation                            | Chris Traeger                      | főszereplő                                                                        |
| 2011            | Az igazság ifjú ligája                           | Young Justice                                   | Marvel Kapitány (hang)             | 2 epizód magyar hangja Sarádi Zsolt                                               |
| 2011–2014       | Kaliforgia                                       | Californication                                 | Eddie Nero                         | 6 epizód magyar hangja Rajkai Zoltán                                              |
| 2012            | Csendes terror                                   | Drew Peterson: Untouchable                      | Drew Peterson                      | 1 epizód magyar hangja Fazekas István (1. szinkron) Kárpáti Levente (2. szinkron) |
| 2013            | Casey Anthony pere                               | Prosecuting Casey Anthony                       | Jeff Ashton                        | tévéfilm magyar hangja Görög László                                               |
| 2013            | A Kennedy gyilkosság                             | Killing Kennedy                                 | John Fitzgerald Kennedy            | tévéfilm                                                                          |
| 2013            | Franklin és Bash                                 | Franklin & Bash                                 | önmaga                             | 1 epizód                                                                          |
| 2015            | Holdfényváros                                    | Moonbeam City                                   | Dazzle Novak (hang)                | főszereplő magyar hangja Rajkai Zoltán                                            |
| 2015            | Zűrös végítélet                                  | You, Me and the Apocalypse                      | Jude Sutton atya                   | 8 epizód magyar hangja Kárpáti Levente                                            |
| 2015            | Gyönyörű és agyafúrt                             | Beautiful & Twisted                             | Ben Novack, Jr.                    | tévéfilm magyar hangja Czvetkó Sándor                                             |
| 2015            | A Büszke Birtok oroszlán őrsége: Kion üvöltése   | The Lion Guard: Return of the Roar              | Simba (hang)                       | tévéfilm magyar hangja Stohl András                                               |
| 2015–2016       | Jogászok ásza                                    | The Grinder                                     | Dean Sanderson                     | főszereplő magyar hangja Varga Gábor                                              |
| 2016–2019       | Az Oroszlán őrség                                | The Lion Guard                                  | Simba (hang)                       | 23 epizód magyar hangja Stohl András                                              |
| 2016            |                                                  | Comedy Central Roast of Rob Lowe                | önmaga                             | különkiadás                                                                       |
| 2016–2018       | Vészhelyzet: Los Angeles                         | Code Black                                      | Ethan Willis                       | 29 epizód                                                                         |
| 2017            |                                                  | The Lowe Files                                  | önmaga                             | 9 epizód                                                                          |
| 2017            | Az Orville: Új horizontok                        | The Orville                                     | Darulio                            | 2 epizód magyar hangja Rajkai Zoltán                                              |
| 2017            | A Büszke Birtok oroszlán őrsége: Zordon ébredése | The Lion Guard: The Rise of Scar                | Simba (hang)                       | tévéfilm magyar hangja Stohl András                                               |
| 2018            |                                                  | The Bad Seed                                    | David Grossman                     | tévéfilm                                                                          |
| 2019            |                                                  | Wild Bill                                       | Bill Hixon                         | 6 epizód                                                                          |
| 2019–2021       |                                                  | Mental Samurai                                  | önmaga                             | műsorvezető                                                                       |
| 2020            |                                                  | Jimmy Kimmel Live!                              | önmaga                             | műsorvezető                                                                       |
| 2020            |                                                  | A West Wing Special to Benefit When We All Vote | Sam Seaborn                        | tévéfilm                                                                          |
| 2020–2025       | 911-Texas                                        | 9-1-1: Lone Star                                | Owen Strand                        | főszereplő magyar hangja Kárpáti Levente                                          |
| 2022            | Top tízek a 80-as évekből                        | The '80s: Top Ten                               | önmaga                             | műsorvezető                                                                       |
| 2022            | A pentavirátus                                   | The Pentaverate                                 | önmaga                             | 1 epizód magyar hangja Rajkai Zoltán                                              |
| 2023–2024       | Instabil                                         | Unstable                                        | Ellis Dragon                       | főszereplő magyar hangja Forgács Péter                                            |
| 2023            | A Simpson család                                 | The Simpsons                                    | Peter (hang)                       | 1 epizód                                                                          |